# Каннський кінофестиваль 1949
3-й міжнародний Каннський кінофестиваль проходив з 2 по 17 вересня 1949 року в Каннах, Франція. У попередньому, 1948 році, фестиваль не відбувся через фінансові труднощі. У конкурсній програмі цього року взяли участь 30 повнометражних та 32 короткометражних фільми з 26 країн. Фестиваль відкрився короткометражною комедією «Политий поливальник» Луї Люм'єра, поставленою у 1895 році. Великий приз фестивалю отримала британська стрічка «Третя людина» режисера Керола Ріда.

## Журі
Усі члени журі були представниками Франції.
- Жорж Юісман — Голова журі; історик
- Жуль Ромен, почесний голова журі, письменник
- Мадам Жорж Бідо
- Жорж Шаренсоль, критик
- Поль Колен, художник
- Роджер Дезормір, композитор
- Жак-П'єр Фрогера, продюсер
- Етьєн Гільсон, письменник
- Поль Госсет, письменник
- Джордж Рагіс, офіційний представник профспілок
- Рене Жан, критик
- Карло Рім, сценарист
- Жан-Бенуа Леві, режисер
- Гай Дессон
- Олександр Каменка, продюсер
- Поль Вернейрас
- Поль Вайль, кіноман

## Фільми конкурсної програми
Повнометражні художні фільми
| Фільм                 | Назва мовою оригіналу    | Режисер                                                  | Країна          |
| --------------------- | ------------------------ | -------------------------------------------------------- | --------------- |
| Акт насильства        | Act of Violence          | Фред Циннеманн                                           | США             |
| На балконі            | Au grand balcon          | Анрі Декуен, Марсель Ріве                                | Франція         |
| Поклик                | Der Ruf                  | Йозеф фон Бакі                                           | ФРН             |
| Строкатоклітчасті     | Die Buntkarierten        | Курт Метціг                                              | НДР             |
| Велике кохання        | Eine Große Liebe         | Ганс Бертрам                                             | ФРН             |
| Героїчна симфонія     | Eroica                   | Г. Вальтер Колм-Вілтії                                   | Австрія         |
| Будинок сторонніх     | House of Strangers       | Джозеф Манкевич                                          | США             |
| Любовна удаваність    | L'amorosa menzogna       | Мікеланджело Антоніоні                                   | Італія          |
| Біля стін Малапаги    | Le mura di Malapaga      | Рене Клеман                                              | Франція         |
| Втрачені кордони      | Lost Boundaries          | Альфред Л. Веркер                                        | США             |
| Пригоди Антари і Абли | Mughamarat Antar wa Abla | Салах Абусейф                                            | Єгипет          |
| На своїй землі        | Na svoji zemlji          | Франце Штігліц                                           | СФРЮ            |
| Одержимість           | Obsession                | Едвард Дмитрик                                           | США             |
| Займися Амелією       | Occupe-toi d'Amélie      | Клод Отан-Лара                                           | Франція         |
| Сільська дівчина      | Pueblerina               | Еміліо Фернандес                                         | Мексика         |
| Побачення в липні     | Rendez-vous de juillet   | Жак Беккер                                               | Франція         |
| Повернення до життя   | Retour à la vie          | Жан Древіль, Анрі-Жорж Клузо, Жорж Лампен та Андре Каятт | Франція         |
| Гіркий рис            | Riso amaro               | Джузеппе Де Сантіс                                       | Італія          |
| Пристрасна дружба     | The Passionate Friends   | Девід Лін                                                | Велика Британія |
| Пікова дама           | The Queen of Spades      | Торолд Дікінсон                                          | Велика Британія |
| Підстава              | The Set Up               | Роберт Вайз                                              | США             |
| Третя людина          | The Third Man            | Керол Рід                                                | Велика Британія |
| Без честі             | Without Honor            | Ірвінг Пічел                                             | США             |
|                       | Almafuerte               | Луїс Сесар Амадорі                                       | Аргентина       |
| Закон вбивства        | An Act of Murder         | Майкл Гордон                                             | США             |
|                       | Der Apfel ist ab         | Гельмут Койтнер                                          | ФРН             |
| Сертон                | Sertao                   | Жоан Дж. Мартін                                          | Бразилія        |
| Іноземний порт        | Främmande hamn           | Хампе Фаустман                                           | Швеція          |
| Зображення Ефіопії    | Images d'Ethiopie        | Пол Пічоннір                                             | Бельгія         |

## Фільми позаконкурсної програми
- Пропуск в Пімліко / Passport to Pimlico , режисер Генрі Корнеліус,  США

## Переможці
- Великий приз фестивалю:
  - Третя людина, режисер Крол Рід
- Срібна премія за найкращу чоловічу роль:
  - Едвард Г. Робінсон- Будинок сторонніх
- Срібна премія за найкращу жіночу роль:
  - Іза Міранда — Біля стін Малапаги
- Найкращий режисер:
  - Рене Клеман — Біля стін Малапаги
- Найкращий сценарій:
  - Юджин Лінг та Вірджинія Шалер — Втрачені кордони
- Найкраща робота оператора:
  - Мілтон Р. Краснер за Підстава
- Найкращий короткометражний фільм:
  - Палле один на світі, автор Астрід Геннінґ-Енсен
- Приз ФІПРЕССІ:
  - Підстава, режисер Роберт Вайз